# 顺德 (大理)
顺德（968年）是大理国皇帝段思聪的第三個年号，共计1年。
年號名稱，雲南文獻部份作「順德」，為段思聰第二個年號，部份无此年号，而《滇史》、《云南志略》及《滇载记》作“圣德”。李崇智认为顺、圣音近，从阮元聲《南詔野史》作「顺德」。
起訖年，方詩銘、李家瑞、李崇智、段玉明、王雲、黃德榮皆作968年。

## 年號及改元出處
- 倪輅《南詔野史》：「後周太祖壬子廣順二年（952）立，改元明德，又改廣德，在位十七年卒。」
- 胡蔚《增訂南詔野史》：「後周太祖壬子廣順二年（952）即位。明年（953），改元明德，又改元廣德。宋太祖乙巳開寶二年（969），思聰卒，在位十七年。」
- 王崧《雲南備徵志》：「後周太祖壬子廣順二年（952）即位，改元明德，宋太祖開寶元年戊辰（968），改元順德，是年薨，在位十七年。」
- 諸葛元聲《滇史》：「段氏四世思聰，後周太祖廣順二年壬子（952）立，改元明德；癸丑（953），改元廣德。開寶元年戊辰（968），思聰又改元聖德。是年，思聰卒，在位十八年。」
- 李京《雲南志略》：「子思聰立。改元明德，又改廣平（陶宗儀《說郛》作廣德）、聖德。在位十七年。」
- 楊慎《滇載記》：「思聰以後周廣順三年（953）立，改元三，曰明德、廣德、聖德。」
- 馮蘇《滇考》：「後周廣順元年（951）〔思良〕死，偽謚聖慈。子思聰嗣。改元明德。明年（952）又改廣德。……在位十八年死。」
- 《白古通記淺述》：「後周廣順二年（952）即位，改元明德。戊辰（968）改順德，是年薨。……在位十七年。」

## 纪年對照表
| 顺德 | 元年  |
| ---- | ----- |
| 公元 | 968年 |
| 干支 | 戊辰  |

## 同期存在的其他政权年号
- 其他时期使用的顺德之年号
- 中國
  - 乾德（963年－968年）：北宋－宋太祖趙匡胤之年號
  - 開寶（968年－976年）：北宋－宋太祖趙匡胤之年號
  - 天會（957年－973年）：北漢－劉鈞、劉繼恩、劉繼元之年號
  - 大寶（958年－971年）：南漢－劉鋹之年號
  - 應曆（951年－969年）：遼－遼穆宗耶律璟之年號
  - 天尊（967年－977年）：于闐－尉遲蘇拉之年號
- 日本
  - 康保（964年－968年）：村上天皇與冷泉天皇之年号
  - 安和（968年－970年）：冷泉天皇與圓融天皇之年号